# José Sasía
José Francisco Sasía, né le 27 décembre 1933 à Treinta y Tres (Uruguay) et mort le 30 août 1996, est un ancien joueur international et entraîneur de football uruguayen, surnommé El Pepe Sasía.

## Biographie
Cet attaquant révélé dans le club uruguayen Defensor, dont il porte le maillot de 1954 à 1959, signe ensuite à Boca Juniors, en Argentine, avant de revenir au Peñarol de Montevideo. Pour sa première année chez les aurinegros, il remporte le triplé championnat d'Uruguay - Copa Libertadores - Coupe intercontinentale (au cours de laquelle il marque les deux buts de son équipe lors du match décisif, puis deux nouveaux titres de champion en 1962 et 1964.
En 1965 il part de nouveau en Argentine, à Rosario Central, puis revient au pays, au Defensor (1966-1967), au Nacional (1968), au Racing (1969), avant de terminer sa carrière dans son club formateur. 
Il compte également douze réalisations en 42 sélections en équipe nationale, avec laquelle il remporte la Copa América de 1959 en Équateur et participe aux Coupes du monde de 1962 et 1966.
Devenu entraîneur, Sasía dirige de nombreuses équipes en Uruguay (Rampla Juniors, Racing, Cerro, Liverpool, etc.) et à l'étranger (notamment le Deportivo Galicia au Venezuela, le Club Olimpia d'Asuncion et la sélection paraguayenne, et même l'Aris Salonique en Grèce lors de la saison 1979-1980).

## Palmarès

### Joueur
Uruguay
- Copa América : 1959

Peñarol
- Coupe intercontinentale (1961)
- Copa Libertadores (1961)
- Championnat d'Uruguay (1961, 1962, 1964)